# Рабочие источники информации переводчика
Рабо́чие исто́чники информа́ции перево́дчика — источники информации, используемые переводчиком в процессе перевода и помогающие ему произвести перевод высокого качества.
Рабочие источники информации подразделяются на:
- общие источники информации (с которыми работают все переводчики)
- специальные источники информации (которыми преимущественно пользуются переводчики в рамках своей узкой специализации, напр., технические переводчики, юридические переводчики и т. п.).

## Общие источники информации
К общим источникам информации относятся словари общего назначения и общие энциклопедии.
- Словари общего назначения
  - Двуязычные словари
    - Двуязычные неспециальные словари
    - Двуязычные фразеологические словари

  - Одноязычные словари
    - Толковые словари
      - Толковые словари русского языка
      - Толковые словари иностранного языка
      - Словари иностранных слов

    - Вспомогательные словари
      - Словари синонимов
      - Словари антонимов
      - Орфографические словари

    - Энциклопедические словари общего назначения
- Общие энциклопедии

## Специальные источники информации
К специальным источникам информации относятся специальные словари, специальные энциклопедии, справочники, специальная литература и прочие источники информации
- Специальные словари
  - Двуязычные специальные словари
    - Политехнические словари
    - Отраслевые словари
    - Вспомогательные словари (напр., словари сокращений)

  - Одноязычные специальные словари (напр., «Краткий политехнический словарь»)
- Специальные энциклопедии
  - Политехнические энциклопедии
  - Отраслевые энциклопедии
- Справочники
- Специальная литература
- Прочие источники информации
  - Предшествующий опыт
  - Консультации со специалистами

Для экономии времени поиска источниками информации следует пользоваться именно в том порядке, в каком они перечислены.
Значительно ускорил поиск информации интернет, где можно найти много словарей, энциклопедий и специальной литературы.